# Ett teknat spex
Ett teknat spex (tidigare Teknologspexet) är en förening associerad till Uppsala teknolog- och naturvetarkår, som varje vår, eller oftare, sätter upp ett spex på någon av de större teaterscenerna i Uppsala. Bland annat har föreningen spelat på Uppsala Konsert & Kongress och Reginateatern. Föreningen sällar sig till uppsalaskolan, och har både manliga och kvinnliga skådespelare på scenen. 

## Historia
1995 startades vid dåvarande UTK (Uppsala teknologkår) en undergrupp till kulturgruppen, som satte upp ett spex samma vår. Redan hösten därefter skapades en egen spexkommitté, som kallades Teknologspexet. När UTK 2002 slogs samman med FUN (Föreningen Uppsala naturvetare) och bildade Uppsala teknolog- och naturvetarkår (UTN), byttes namnet till Ett teknat spex.
Över tid kom Ett teknat spex att locka till sig allt fler studenter från andra fakulteter än TekNat. Därför bildades under våren 2006, efter godkännande av UTN:s fullmäktige, en egen fristående ideell spexförening med syfte att tillvarata intressen även för engagerade som ej tillhörde TekNat-fakulteten. UTN valde att överlämna rätten till namnet samt all innestående rekvisita, kostymer och kulisser. Spexet C-men, 2007, var det första som drevs helt genom den nya föreningen. Idag har organisationen medlemmar från de flesta av Uppsala universitets fakulteter.

## Spexuppsättningar
- Vasa eller Botten upp (1995)
- Bomber eller Strålande tider på Bar Manhattan (1996)
- Jeanne D'arc eller Den eldiga jungfrun (1997)
- Baskervilles räv eller Ett listigt spex (1998)
- Vägvärk eller Ett spex i rätt riktning (1999)
- Det var bättre nu eller Ett spex i rättan tid (2000)
- Titanic eller Ett skottsäkert spex (2001)
- Måndag eller Ett uppskjutet spex (2002) Recension[död länk]
- World Wars - Episode II eller Trojanerna anfaller (2003)
- X - ett spex utan Y eller Fula nyanser av brunt (2004) Recension[död länk]
- Shogun eller Ett origamispex som viker ut sig (2005) Recension[död länk]
- Heist eller Ett spex som devalverar marken (2006) Recension[död länk]
- C-Men eller Ett spex med genvägar som artar sig (2007) Recension
- Tramses II eller  Ett pyramidalt misstag (2007) Recension[död länk]
- d'Arn eller Ett spex med revolution som täckmantel (2008) Recension[död länk]
- 1986 eller Ett spex som blev ett skottår (2009)
- En miss i universum eller Ett jordnära spex om solens fläckiga förflutna (2010) Recension
- Drottning Kristina, Drottning Kristina eller Det ekar i skogen (2011) Recension
- Montezuma eller Ett texmex spex (2012) Recension
- Sessan, socialisten och statskuppen eller Ett spex utan klass (2013) Recension
- Lilla Storhornet eller Ett tipiskt indiespex (2014)
- Ragnarök eller Val i Valhall (2015) Recension
- Rom, Romare eller Etruskigt över-askande spex (2019)
- Skapelsebekräftelsen eller Äpplet faller inte långt från trädet (2022)
- En Reaktorisk Fråga eller Attack för maten (2023)

## Dåliga skämtveckan
Sedan 2003 anordnas en humorfestival känd som "Dåliga skämtveckan" under vecka 40. Under veckan sprider ambassadörer kunskap om dåliga skämt. Veckan avslutas med en pubkväll på Uthgård, med en öppen scen.